# Ingo Pickenäcker
Ingo Pickenäcker (* 7. April 1962 in Essen) ist ein ehemaliger deutscher Fußballspieler.

## Spielerkarriere
Pickenäcker begann mit dem Fußballspielen beim SC Phönix Essen und wechselte 1976 innerhalb seiner Heimatstadt zu Rot-Weiss Essen. 1980 rückte er in den Profikader von RWE, das in der 2. Bundesliga antrat, auf. Schon bald kam er zu regelmäßigen Einsätzen und spielte bis 1982 44-mal in der zweiten Liga. Danach ging der Verteidiger, der auch als Libero eingesetzt wurde, in die Bundesliga zu Borussia Mönchengladbach. Hier konnte er sich allerdings nicht durchsetzen. In der ersten Saison absolvierte er acht Bundesligaspiele. 1984 erreichte Mönchengladbach das DFB-Pokalfinale. Pickenäcker wurde in dieser Spielzeit aber weder in der Liga noch im Pokal eingesetzt. So verließ er den Verein wieder und ging zum VfL Bochum, der ebenfalls in der Bundesliga antrat. Hier kam er zu mehr Einsatzzeiten, obgleich er auch in Bochum nicht immer gesetzt war. Nach nur einer Saison unterschrieb er einen Vertrag beim Zweitligisten Rot-Weiß Oberhausen. Ingo Pickenäcker war nun Führungsspieler in einer Mannschaft, die zumeist in der unteren Tabellenhälfte der 2. Liga spielte. 1988 wurde Oberhausen die Lizenz entzogen, was einen Abstieg in die Oberliga Nordrhein bedeutete. Er blieb aber in der 2. Liga, indem er nach Saisonstart seinem letzten Trainer bei RWO, Hans-Werner Moors, folgte und zum VfL Osnabrück wechselte. Hier konnte er aufgrund von Verletzungen nur 22 Spiele in zwei Jahren bestreiten.
1990 kehrte er dann zu Rot-Weiss Essen zurück, wo er zunächst wieder auf Moors als Trainer traf. 1991 wurde RWE die Lizenz entzogen, sodass Pickenäcker mit seiner Mannschaft in der Oberliga Nordrhein antreten musste. Erst 1993 gelang die Rückkehr in den Profifußball, nachdem man im Vorjahr als Vizemeister die Deutsche Amateurmeisterschaft gewann. 1993/94 erreichte Essen das DFB-Pokalfinale, in dem man Werder Bremen mit 1:3 Toren unterlag. In diesem Spiel musste Pickenäcker noch in der ersten Halbzeit verletzungsbedingt ausgewechselt werden. Gleichzeitig erlebte Pickenäcker den dritten Lizenzentzug seiner Karriere und den zweiten für Essen nach 1991. Der Klub aus dem Ruhrgebiet war also wieder drittklassig und trat zur Saison 1994/95 in der neugegründeten Regionalliga West/Südwest an. 1996/97 spielte er noch einmal mit seinem Verein in der 2. Liga. Danach folgte allerdings der Absturz bis in die Viertklassigkeit (Oberliga Nordrhein). Nach dem Wiederaufstieg in die Regionalliga 1999 beendete er seine Laufbahn.
In der Folgezeit spielte er für die Altherren-Mannschaften von Rot-Weiss Essen und Schwarz-Weiß Essen und gab zwischendurch noch einmal ein Comeback als aktiver Spieler für den VfB Speldorf.

## Manager- und Trainerkarriere
Nachdem Pickenäcker Rot-Weiss Essen 1999 als Spieler verlassen hatte, wurde er Anfang des neuen Jahrtausends Stützpunkttrainer des DFB im Jugendbereich. Er ist zudem Inhaber der A-Trainerlizenz. Am 1. Januar 2009 wurde er sportlicher Leiter beim VfB Speldorf. In der Winterpause der Saison 2013/14 wurde die Zusammenarbeit zwischen Pickenäcker und dem VfB Speldorf beendet.

## Statistik
| Liga          | Spiele (Tore) |
| ------------- | ------------- |
| Bundesliga    | 030 0(0)      |
| 2. Bundesliga | 220 (10)      |
| Wettbewerb    |               |
| DFB-Pokal     | 023 0(1)      |